# Ernst Samuelsson
Ernst Jakob Gerhard Samuelsson, född 24 september 1887 i Västerstads socken, död 11 september 1960 i Finja församling, var en svensk mejerivetenskapsman.
Ernst Samuelsson var son till lantbrukaren Olof Samuelsson. Han avlade mogenhetsexamen i Lund 1907, och studerade därefter vid Lunds universitet och blev filosofie kandidat 1911, filosofie magister 1912, filosofie licentiat 1920 och filosofie doktor 1923 samt genomgick mejerikonsulentkurs vid Alnarps lantbruksinstitut 1920–1921. Efter tjänstgöring bland annat som banktjänsteman 1907–1913, extra lärare 1914–1916 och kemist vid Reimersholmsinstitutet i Stockholm 1918 var han 1920–1923 assistent vid Centralanstalten för försöksväsendet på jordbruksområdets avdelning för mejerihantering i Alnarp och 1924–1926 redaktör för Svensk mejeritidning. Samuelsson var 1926–1932 tillförordnad professor i mejeriteknik vid Alnarps lantbruks- och mejeriinstitution, vid vars omorganisation 1933 till lantbruks-, mejeri- och trädgårdsinstitution han blev professor i mejerilära och mejeriekonomi samt därutöver föreståndare för institutets mejeriavdelning och Alnarps mejeri. Han företog studieresor till flera europeiska länder och 1923–1924 till USA, där han arbetade inom mejerikemin i Saint Paul, Minnesota. Samuelsson innehade en rad uppdrag, bland annat som ordförande i provningsnämnden för Statens maskinprovningars mejeriavdelning 1926–1937 och från 1944, som ledamot av styrelsen för Statens maskinprovningar från 1941, som ledamot av styrelsen för Svenska smörprovningarna från 1943, av 1943 års mejeriutredning och av Jordbrukets upplysningsnämnd från 1944 samt som inspektör av mejerielevutbildningen från 1942. Hans vetenskapliga skrifter avhandlade huvudsakligen den organiska kemi som doktorsavhandlingen 1923 och mejeritekniken, där han bland annat behandlade mjölkens kolloidkemiska beskaffenhet samt dess gräddsättning och ytbarhet, osttillverkningens rationalisering, smörbildningen och smörets konsistens.